# ダックス・コワート
- ダックス・コワート
- ダックス・カワート

ダックス・コワート（Dax Cowart）として知られるドナルド・ハーバート・コワート（Donald Herbert Cowart、1947年12月16日 - 2019年4月28日）は、ベトナム戦争に従軍した元アメリカ空軍パイロットで弁護士。テキサス州ヘンダーソンで生まれた。1973年、コワートはプロパンガスの爆発により両手と両目を失い、聴力も大幅に低下し、足裏以外の全身に重度の火傷を負った。事故の前には、家族や友人からドンやドニーと呼ばれていた。しかし、事故後にはファーストネームをダックスに変更した。これは一般的ではない名前で、彼にとって書きやすく、そして名前を呼ばれたと思い返事をした際に、実際にはその場にいた同名の別人を呼ばれていたときに彼が感じた気まずさを避けるためだった。
コワートによる安楽死の請願は却下されたが、同じ年、アメリカ医師会は十分な判断能力がある患者が延命措置を拒否できる権利を保証した。彼は、医師たちは強制的に治療を受けさせれば、心変わりして生きたくなるようになるだろうから、長い目で見れば患者にとって最良の結果になるだろうと考えていたのだろうとした。コワートはこの考えに反対し、十分な自由意思を持つ人物の拒絶を無視して治療を強制することはその人物の人権を侵害する誤った行為であるとの立場を維持した。
後遺症を乗り越えて、コワートはテキサス工科大学で法学位を1986年に取得し、他者が関係しない個人的な負傷に関する弁護士として法律業務に携わった。彼は彼の意思に逆らって延命治療を行った医療コミュニティに対して倫理に関する問題提起を行ったことで有名になった。彼の事例は医療倫理に関する討論でしばしば引用される。

## 事故
1973年7月25日、25歳でアメリカ空軍予備役パイロットだったコワートは、テキサス州ヘンダーソンで牧場を営み不動産ブローカーをしていた父親とともに働いていた。購入を検討していた土地の道路を調査した後、車に戻った際に事故が発生した。近隣の埋設管からプロパンガス（天然ガスと違い空気より重く彼らが駐車していたそばの小川などの低地に集まりやすい）が漏れ出しており、車のエンジンをかけた際にプロパンガスが爆発した。
周りの木や植生が火に包まれ、コワートはフロントガラスから草を全身に浴びた。彼は車から脱出し、壁のような火炎を3つ通り抜け、その度に服についた火を消すために地面を転がりながら逃げた。1.5マイル (2.4 km)先で彼は倒れた。
彼はのちに語った。
爆発に続く数瞬の間でさえも生存を望まなくなるような激痛を伴う、ひどい火傷を負った。叫びを聞いて道を走って助けにかけつけた男がいたので、私は彼に銃を要求した。彼は「どうして？」と尋ねてきたので、私は「死につつあるのがわからないのか？私はいずれにしても死ぬ。こんな惨めな状況を終わらせたい。」と言った。とても親切で思いやりのある口調で、彼は「それはできない」と返した。

爆発時に車の外にいたコワートの父親は、炎のそばで瀕死の状態で発見された。二人はまずキルゴアにある病院に運ばれ、そこからさらに140マイル (230 km)先にあるダラスのパークランド記念病院に同じ救急車で運ばれた。父親は搬送途中で死亡した。
彼は以前の生活レベルに戻れないであろうことに恐れて、搬送途上で治療を拒絶する意思を示した。彼によれば、病院では、死なせて欲しいという要求を無視して「14ヶ月の治療を強制された」。彼はいくつかの治療（特に包帯の交換と殺菌のための塩素入り浴槽への入浴）は皮剥ぎの刑を受けているようなものだったと表現した。鎮痛剤はリスクの度合いが計れなかったために限定的にしか処方されず、病院が治療の終了を強制させられないようにするために法的な支援へのアクセスを拒絶された。
手の負傷はひどく、カップを掴み食器のような小さなものを持つために残された親指の一部以外の除去を余儀なくされた。両目は取り除かれ、耳への負傷により聴力をほとんど失った。わずかに残されていた、損傷のない身体の部位の皮膚は鼻、唇、まぶたを形成するための移植片として使われた。
コワートは何度か自殺を試みている。

## その後と死去
コワートは1986年にテキサス工科大学で法学位を取得した。法律家として開業し、のちに法廷弁護士でテキサス州コーパスクリスティにあるヒリアード・ムニョス・ゴンザレスLLCの創設者であるロバート・ヒリアードと共に働いた。
事故後、コワートは混同を避けるためにファーストネームをダックスに変更した。ドナルドという同名の別人が呼ばれているときに、誤って反応するということが複数回あり、その度に気まずく感じるようになったためであった。短い名前の方が彼にとって書きやすいという面もあった。コワートはカリフォルニア州の弁護士サマンサ・ベリエッサと結婚し、サンディエゴ郡の農場で生活した。
コワートはワイオミング州デュボアの法廷弁護士養成校であるトライアルロイヤーカレッジでよく講演や講義をした。カレッジはゲーリー・スペンスにより開設され、「コースが開設されている州」により認定された継続的法曹教育（CLE）コースを提供している。
コワートはアメリカ国内・国外問わず患者の権利について話した。彼の人生とその経験に基づく意見は、医学というものがモラルの実践を体現するものであるという医学関係者の理解に疑問を投げかけた。「プリーズ・レット・ミー・ダイ」と名付けられた、彼の窮状を示したドキュメンタリーは1974年に撮影され、「ダックスの場合」と名づけられた続編は1984年に撮影された。コワートの事例は患者の自己決定権に関する複数の問題を象徴していると考えられている。
コワートは白血病と肝臓がんの併発により、2019年4月28日に71歳でカリフォルニア州フォールブルックにて死去した。